# Reichstagswahlkreis Königreich Sachsen 18

Die Wahlkreisaufteilung des Deutschen Reichs.

Der Reichstagswahlkreis Königreich Sachsen 18 (in der reichsweiten Durchnummerierung auch Reichstagswahlkreis 302; auch Reichstagswahlkreis Zwickau genannt) war der achtzehnte Reichstagswahlkreis für das Königreich Sachsen für die Reichstagswahlen im Deutschen Reich und im Norddeutschen Bund von 1867 bis 1918.

## Wahlkreiszuschnitt
Der Wahlkreis umfasste die Amtshauptmannschaft Zwickau ohne den Amtsgerichtsbezirk Kirchberg und die Gemeinden Oberrothenbach, Jüdenhain, Neudörfel bei Ortmannsdorf, Niederhaßlau mit Gutsbezirk, Oberhaßlau, Rosenthal bei Hartenstein, Vielau mit Gutsbezirk und Wilkau; Gemeinden Waldsachsen bei Crimmitschau, Niederschindmaas bei Zwickau und Heinrichsort der Amtshauptmannschaft Glauchau.
Dies entsprach ursprünglich der Stadt Zwickau und den Gerichtsamtsbezirke Crimmitschau, Werdau, Zwickau und Wildenfels.
| Jahr | Einwohner |
| ---- | --------- |
| 1890 | 189.581   |
| 1895 | 206.884   |
| 1900 | 218.132   |
| 1905 | 228.607   |
| 1910 | 242.262   |

|      | Landwirtschaft | Industrie und Gewerbe | Handel und Dienstleistungen |
| ---- | -------------- | --------------------- | --------------------------- |
| 1895 | 14,6           | 67,7                  | 17,7                        |
| 1907 | 9,8            | 71,8                  | 18,4                        |

|      | Evangelisch | Katholisch |
| ---- | ----------- | ---------- |
| 1890 | 97,1        | 2,4        |
| 1905 | 95,4        | 3,7        |
| 1910 | 94,3        | 4,2        |

## Abgeordnete
| Wahl                                 | Abgeordneter        | Partei   | Bild |
| ------------------------------------ | ------------------- | -------- | ---- |
| Reichstagswahl Februar 1867 bis 1874 | Reinhold Schraps    | SVP/SDAP | 0    |
| Reichstagswahl 1874 bis 1878         | Julius Motteler     | SDAP/SAP |      |
| Reichstagswahl 1871 bis 1874         | Karl Birnbaum       | NLP      | 0    |
| Reichstagswahl 1878 bis 1881         | Lothar Streit       | DFP      |      |
| Reichstagswahl 1881 bis 1887         | Karl Wilhelm Stolle | SAP      | 0    |
| Reichstagswahl 1887 bis 1890         | Adolf Temper        | NLP      | 0    |
| Reichstagswahl 1890 bis 1918         | Karl Wilhelm Stolle | SAP, SPD | 0    |
| Ersatzwahl 1918 bis 1918             | Richard Meier       | SPD      |      |

## Wahlen

### 1867 (Februar)
Es fanden zwei Wahlgänge statt. Die Zahl der abgegebenen Stimmen betrug in der Stichwahl 13.978. Das Ergebnis der Stichwahl war:
| Kandidat         | Partei                                            | Stimmen | in % | Anmerkungen |
| ---------------- | ------------------------------------------------- | ------- | ---- | ----------- |
| Reinhold Schraps | föderalistischer Demokrat, Sächsische Volkspartei | 8071    | 0    | 0           |

### 1867 (August)
Es fand ein Wahlgang statt. Die Zahl der abgegebenen Stimmen betrug 8347. Das Ergebnis der Stichwahl war:
| Kandidat         | Partei                                            | Stimmen | in % | Anmerkungen |
| ---------------- | ------------------------------------------------- | ------- | ---- | ----------- |
| Reinhold Schraps | föderalistischer Demokrat, Sächsische Volkspartei | 5416    | 0    | 0           |

### 1871
Es fand ein Wahlgang statt. 22.857 Männer waren wahlberechtigt. Die Zahl der gültigen Stimmen betrug 13.607, 285 Stimmen waren ungültig. Die Wahlbeteiligung betrug 52,0 %.
| Kandidat         | Partei                                            | Stimmen | in % | Anmerkungen |
| ---------------- | ------------------------------------------------- | ------- | ---- | ----------- |
| Reinhold Schraps | föderalistischer Demokrat, Sächsische Volkspartei | 5875    | 0    | 0           |
| Lothar Streit    | F                                                 | 5703    | 0    | 0           |
| 0                | Sonstige                                          | 29      | 0    | 0           |

### 1874
Es fand ein Wahlgang statt. 25.628 Männer waren wahlberechtigt. Die Zahl der gültigen Stimmen betrug 16.474, 239 Stimmen waren ungültig. Die Wahlbeteiligung betrug 64,7 %.
| Kandidat        | Partei   | Stimmen | in % | Anmerkungen |
| --------------- | -------- | ------- | ---- | ----------- |
| Julius Motteler | S (Eis)  | 8941    | 0    | 0           |
| Lothar Streit   | F        | 7531    | 0    | 0           |
| 0               | Sonstige | 2       | 0    | 0           |

### 1877
Es fand ein Wahlgang statt. 28.937 Männer waren wahlberechtigt. Die Zahl der gültigen Stimmen betrug 17.854, 119 Stimmen waren ungültig. Die Wahlbeteiligung betrug 62,1 %.
| Kandidat            | Partei   | Stimmen | in % | Anmerkungen                                 |
| ------------------- | -------- | ------- | ---- | ------------------------------------------- |
| Julius Motteler     | S        | 10.971  | 0    | 0                                           |
| Carl Gottlob Händel | NLP      | 5116    | 0    | Bankier, Landtagsabgeordneter, Crimmitschau |
| August Walter       | F        | 1752    | 0    | 0                                           |
| 0                   | Sonstige | 15      | 0    | 0                                           |

### 1878
Es fand ein Wahlgang statt. 29.737 Männer waren wahlberechtigt. Die Zahl der gültigen Stimmen betrug 21.766, 104 Stimmen waren ungültig. Die Wahlbeteiligung betrug 73,5 %.
| Kandidat        | Partei   | Stimmen | in % | Anmerkungen |
| --------------- | -------- | ------- | ---- | ----------- |
| Lothar Streit   | F        | 11.623  | 0    | 0           |
| Julius Motteler | S        | 10.135  | 0    | 0           |
| 0               | Sonstige | 8       | 0    | 0           |

### 1881
Es fanden zwei Wahlgänge statt. 30.656 Männer waren wahlberechtigt. Die Zahl der gültigen Stimmen betrug 14.679, 72 Stimmen waren ungültig. Die Wahlbeteiligung betrug 48,1 %.
| Kandidat            | Partei   | Stimmen | in % | Anmerkungen   |
| ------------------- | -------- | ------- | ---- | ------------- |
| Karl Wilhelm Stolle | S        | 7327    | 0    | 0             |
| Kürzel              | K        | 4696    | 0    | Kommerzienrat |
| Otto Hermes         | F        | 2645    | 0    | 0             |
| 0                   | Sonstige | 11      | 0    | 0             |

In der Stichwahl wurden 20.579 gültige Stimmen abgegeben, 131 Stimmen waren ungültig. Die Wahlbeteiligung betrug 67,6 %.
| Kandidat            | Partei | Stimmen | in % | Anmerkungen   |
| ------------------- | ------ | ------- | ---- | ------------- |
| Karl Wilhelm Stolle | S      | 12.546  | 0    | 0             |
| Kürzel              | K      | 8033    | 0    | Kommerzienrat |

### 1884
Es fand ein Wahlgang statt. 31.469 Männer waren wahlberechtigt. Die Zahl der abgegebenen Stimmen betrug 19.904, 97 Stimmen waren ungültig. Die Wahlbeteiligung betrug 63,6 %.
| Kandidat            | Partei   | Stimmen | in % | Anmerkungen |
| ------------------- | -------- | ------- | ---- | ----------- |
| 0                   | NLP      | 8291    | 0    | 0           |
| Karl Wilhelm Stolle | S        | 11.590  | 0    | 0           |
| 0                   | Sonstige | 23      | 0    | 0           |

### 1887
Die Kartellparteien NLP und Konservative einigten sich auf den liberalen Temper als gemeinsamen Kandidaten. Es fand ein Wahlgang statt. 33.540 Männer waren wahlberechtigt. Die Zahl der abgegebenen Stimmen betrug 27.506, 172 Stimmen waren ungültig. Die Wahlbeteiligung betrug 82,5 %.
| Kandidat     | Partei   | Stimmen | in % | Anmerkungen |
| ------------ | -------- | ------- | ---- | ----------- |
| Adolf Temper | NLP      | 13.485  | 0    | 0           |
| 0            | S        | 12.913  | 0    | 0           |
| 0            | F        | 105     | 0    | 0           |
| 0            | Sonstige | 3       | 0    | 0           |

### 1890
Erneut wurde der nationalliberale Kandidat auch von den Konservativen unterstützt. Es fand ein Wahlgang statt. 36.213 Männer waren wahlberechtigt. Die Zahl der abgegebenen Stimmen betrug 30.671, 101 Stimmen waren ungültig. Die Wahlbeteiligung betrug 84,7 %.
| Kandidat            | Partei   | Stimmen | in % | Anmerkungen |
| ------------------- | -------- | ------- | ---- | ----------- |
| Albert Hänel        | DF       | 148     | 0,5  | 0           |
| Theodor Fritsch     | DS       | 1483    | 4,9  | 0           |
| Lippold             | NLP      | 11.507  | 37,6 | 0           |
| Karl Wilhelm Stolle | SPD      | 17.424  | 57,0 | 0           |
| 0                   | Sonstige | 8       | 0,0  | 0           |

### 1893
Konservative, NLP, DS und BdL unterstützen Münch-Ferber. Es fand ein Wahlgang statt. 38.445 Männer waren wahlberechtigt. Die Zahl der abgegebenen Stimmen betrug 30.817, 121 Stimmen waren ungültig. Die Wahlbeteiligung betrug 80,2 %.
| Kandidat            | Partei   | Stimmen | in % | Anmerkungen                                                           |
| ------------------- | -------- | ------- | ---- | --------------------------------------------------------------------- |
| Rudolph Virchow     | FVP      | 61      | 0,2  | 0                                                                     |
| Hans Münch-Ferber   | RP       | 12.654  | 41,2 | Rittmeister a. D., Rittergutsbesitzer in Blankenhain bei Crimmitschau |
| Karl Wilhelm Stolle | SPD      | 17.971  | 58,6 | 0                                                                     |
| 0                   | Sonstige | 10      | 0,0  | 0                                                                     |

### 1898
Konservative, NLP, DS und BdL unterstützen Wiede. Es fand ein Wahlgang statt. 42.116 Männer waren wahlberechtigt. Die Zahl der abgegebenen Stimmen betrug 30.488, 121 Stimmen waren ungültig. Die Wahlbeteiligung betrug 72,4 %.
| Kandidat            | Partei   | Stimmen | in % | Anmerkungen |
| ------------------- | -------- | ------- | ---- | ----------- |
| Anton Wiede         | K        | 11.986  | 39,5 | 0           |
| Karl Wilhelm Stolle | SPD      | 18.362  | 60,4 | 0           |
| 0                   | Sonstige | 19      | 0,1  | 0           |

### 1903
Der landesweiter Kartellvertrag regelte ein Vorschlagsrecht des BdL in diesem Wahlkreis. Da der BdL aber keinen geeigneten Kandidaten fand, einigten sich die bürgerlichen Parteien auf einen Vertreter der Nationalliberalen. Es fand ein Wahlgang statt. 46.081 Männer waren wahlberechtigt. Die Zahl der abgegebenen Stimmen betrug 27.962, 204 Stimmen waren ungültig. Die Wahlbeteiligung betrug 72,4 %.
| Kandidat            | Partei   | Stimmen | in % | Anmerkungen            |
| ------------------- | -------- | ------- | ---- | ---------------------- |
| Gustav Becker       | NLP      | 12.262  | 32,5 | Schuldirektor, Zwickau |
| Karl Wilhelm Stolle | SPD      | 25.335  | 67,1 | 0                      |
| Felix Porsch        | Zentrum  | 138     | 0,4  | 0                      |
| 0                   | Sonstige | 23      | 0,0  | 0                      |

### 1907
Auch 1907 einigten sich alle bürgerlichen Parteien auf einen gemeinsamen Kandidaten. Die FVP zögerte mit ihrer Unterstützung, bis Leupold inhaltliche Erklärungen abgegeben hatte, die deren Mindestanforderungen entsprachen. Es fand ein Wahlgang statt. 48.260 Männer waren wahlberechtigt. Die Zahl der abgegebenen Stimmen betrug 43.255, 147 Stimmen waren ungültig. Die Wahlbeteiligung betrug 89,6 %.
| Kandidat            | Partei   | Stimmen | in % | Anmerkungen                                             |
| ------------------- | -------- | ------- | ---- | ------------------------------------------------------- |
| Rudolf Leupold      | NLP      | 19.185  | 44,5 | Ingenieur, Mitglied des Alldeutschen Verbandes, Zwickau |
| Karl Wilhelm Stolle | SPD      | 23.744  | 55,1 | 0                                                       |
| Matthias Erzberger  | Zentrum  | 177     | 0,4  | 0                                                       |
| 0                   | Sonstige | 2       | 0,0  | 0                                                       |

### 1912
Die Positionen der Parteien entsprachen denen der vorherigen Wahl. Es fand ein Wahlgang statt. 52.434 Männer waren wahlberechtigt. Die Zahl der abgegebenen Stimmen betrug 46.181, 187 Stimmen waren ungültig. Die Wahlbeteiligung betrug 88,1 %.
| Kandidat            | Partei   | Stimmen | in % | Anmerkungen |
| ------------------- | -------- | ------- | ---- | ----------- |
| Rudolf Leupold      | NLP      | 17.982  | 39,1 | 0           |
| Karl Wilhelm Stolle | SPD      | 27.846  | 60,6 | 0           |
| Matthias Erzberger  | Zentrum  | 148     | 0,3  | 0           |
| 0                   | Sonstige | 18      | 0,0  | 0           |

### Ersatzwahl 1918
Stolle starb am 11. März 1918 und es kam zu einer Ersatzwahl. Bei der Ersatzwahl wurde der Burgfrieden durch die USPD gebrochen. Grund war, dass Stolle ab 1917 der USPD angehörte. Als Antwort darauf kandidierte Klug als bürgerlicher Kandidat. Er wurde vom Bund der deutschen Werkvereine vorgeschlagen und war parteilos. Konservative und NLP riefen zur Wahl von Klug auf, die FoVP rief zur Wahlenthaltung auf, da Klug „zu weit rechts“ stand. Es fand ein Wahlgang am 13. Mai 1918 statt. 38.647 Männer waren wahlberechtigt.
| Kandidat      | Partei    | Stimmen | in % | Anmerkungen                                                                                  |
| ------------- | --------- | ------- | ---- | -------------------------------------------------------------------------------------------- |
| Richard Meier | SPD       | 12.433  | 52,3 | 0                                                                                            |
| Fritz Heckert | USPD      | 5036    | 21,2 | 0                                                                                            |
| Louis Klug    | parteilos | 6069    | 26,1 | Werkzimmermann, Vorsitzender der Knappschaftsvereine im Zwickauer Kohlerevier, Niederhasslau |
| Peter Braun   | parteilos | 104     | 0,4  | Kaufmann, Chemnitz                                                                           |